# Paracyclidius bennetti
Paracyclidius bennetti är en skalbaggsart som beskrevs av Henry Fuller Howden 1971. Paracyclidius bennetti ingår i släktet Paracyclidius och familjen Cetoniidae. Inga underarter finns listade i Catalogue of Life.